# Long Michelson Interferometer
Koordinaten: 52° 12′ 36″ N, 0° 6′ 0″ O
Das Long Michelson Interferometer war ein Radioteleskop-Interferometer der Cambridge University in England, das unter der Leitung von Martin Ryle in den späten 1940er Jahren im Westen von Cambridge gebaut wurde. Das Interferometer bestand aus 2 festen Elementen 440 m voneinander entfernt, die jeweils aus mehreren Dipolantennen über einem Reflektor aus Hühnerdraht bestanden. Zur Himmelsdurchmusterung wurde die Erdrotation ausgenutzt. Mithilfe des Teleskops wurde der Preliminary survey of the radio stars in the Northern Hemisphere im Frequenzbereich 45 MHz – 214 MHz erstellt.
Martin Ryle erhielt 1974 für diese und spätere Arbeiten in der Radioastronomie zusammen mit Antony Hewish den Nobelpreis für Physik.